# Premio Agatha
Il premio Agatha (detto anche Agatha Award), dedicato alla scrittrice britannica Agatha Christie, è un premio letterario statunitense istituito nel 1989; viene assegnato ogni anno dall'associazione non-profit Malice Domestic Ltd nel corso di una convention a Washington per i migliori romanzi polizieschi e la migliore saggistica del mistero in lingua inglese.
I libri premiati si distinguono nel loro contenuto per il fatto che, quasi completamente, evitano sesso o violenza eccessiva, e seguono le regole del giallo deduttivo. Spesso un investigatore dilettante è al centro di una limitata (la scena è spesso tagliata fuori dal mondo esterno), opera e si confronta con un numero limitato di persone sospette, che si conoscono e sono state in stretto contatto con le vittime di reato.

## Categorie e procedure di voto
Il premio Agatha viene assegnato annualmente in cinque categorie. Dal 1989, per il miglior romanzo, il miglior primo romanzo breve e il miglior racconto. Dal 1993 è stata introdotta la categoria "fiction", che è riservata ad opere di narrativa. Come quinta e ultima categoria è stata introdotta nel 2001 quella per il miglior romanzo per bambini e giovani del genere mistero. Oltre alle categorie regolari ci sono anche due categorie speciali: dal 1991 viene assegnato il "premio Malice Domestic alla carriera" per il lavoro di una vita di uno scrittore, dal 2005 viene assegnato il "premio Malice Domestic Poirot" dedicato al personaggio Hercule Poirot.
I vincitori delle cinque categorie, quali appassionati del genere, cioè, membri e amici della Malice Domestic Convention, all'inizio di ogni anno, ricevono le schede elettorali su cui dovranno registrare i propri voti per il nuovo favorito dell'anno successivo, restituendole poi via posta, fax o e-mail. Con i risultati ricevuti il Comitato del premio crea un elenco dei cinque titoli che hanno ottenuto il maggior numero di voti per ciascuna categoria, che viene pubblicato sul sito web della Malice Domestic Ltd. Il voto è a scrutinio segreto e i partecipanti alla conferenza sono registrati presso il Convention Malice Domestic. I vincitori saranno quindi annunciati durante il banchetto della conferenza annuale, compreso chi riceverà il premio Agatha.
| Categoria             | Nome originale del premio           | assegnati dal |
| --------------------- | ----------------------------------- | ------------- |
| Romanzo               | Best Novel                          | 1988          |
| Romanzo d'esordio     | Best First Mystery                  | 1989          |
| Racconto breve        | Best Short Story                    | 1988          |
| Saggio                | Best Non-Fiction                    | 1993          |
| Narrativa per ragazzi | Best Children's/Young Adult Mystery | 2001          |

### Premi speciali
| Categoria                     | Nome originale del premio                      | assegnati dal |
| ----------------------------- | ---------------------------------------------- | ------------- |
| Premio Agatha alla carriera   | Malice Domestic Award for Lifetime Achievement | 1991          |
| Premio Malice Domestic Poirot | Malice Domestic Poirot Award                   | 2005          |